# Okehampton
Okehampton – miasto w Wielkiej Brytanii, w Anglii w hrabstwie Devon, położone na północnym krańcu parku narodowego Dartmoor nad rzeką Okement. W przeszłości ośrodek produkcji wełny i lokalne centrum komunikacyjne. Miasto leży na szlaku turystycznym Tarka Trail.
W pobliżu miasta znajduje się jeden z największych wojskowych centrów szkoleniowych (głównie Marines), zwany od nazwy miasta Okehampton Camp.

## Obiekty turystyczne
- Zabytkowa kolej parowa Okehampton - Meldon Quarry
- Muzeum bagien Dartmoor
- Zamek w Okehampton w stylu motte[3]